# يحيى المعتصم
يحيى المعتصم بن الناصر الموحدي هو خليفة الموحدين لفترة وجيزة. بايعه أشياخ الموحدين سنة 624 هـ/1227 م وهو لا يزال طفلًا، بعد مقتل عمه عبد الله العادل.

## ظروف توليه الخلافة
في أواخر سنة 622 هـ، تربع عبد الله العادل على كرسي الخلافة بمراكش بعد مقتل الخليفة أبي محمد عبد الواحد في شعبان سنة 621 هـ، غير أن العادل لم يهنأ طويلًا بخلافته؛ إذ خرج عليه بالأندلس أخوه أبو العلاء إدريس والي إشبيلية، ودعا لنفسه، وتسمى بالمأمون، وكان من أصداء هذه الحركة الجديدة في مراكش أن قام الموحدون بقتل العادل، ولكنهم لم يعلنوا بيعة المأمون، بل أقاموا مكانه في الخلافة ولد أخيه، يحيى بن الناصر (يحيى المعتصم) في شوال سنة 624 هـ، فغضب المأمون، وقصد إلى مراكش فهاجمها بمعاونة فرقة من النصارى أمده بها فرناندو الثالث ملك قشتالة، فهُزم يحيى، وفر ناجيًا بنفسه، ودخل المأمون مراكش، وتربع على كرسي الخلافة.
وبعد سيطرة المأمون من جديد على السلطة سنة 627هـ/1230م، خاض ضده المعتصم ثورة في جبال المصامدة باسم المذهب التومرتي إلى أن توفي سنة 633ه/1236م.